# تاريخ السنغال
تاريخ السنغال هو التاريخ الذي مرَّ على سكان السنغال من العصور المبكرة وما قبل الاستعمار نحو الإستقلال سنة 1969.

علم السنغال.

## أصل التسمية
يدعى السنغال بعد نهر السنغال، وأصل الكلمة من الذي المتنازع عليها. إحدى النظريات الشعبية (ديفيد بايلت المقترحة في عام 1853) هو أنه ينبع من الولوف جال عبارة سونو، وهو ما يعني«زورقنا» (أو بروج)، الناتجة عن سوء الفهم بين القرن 15 البحارة البرتغاليون والولوف الصيادين. وتتابع «زورقنا» نظرية احتضنت شعبيا في السنغال الحديث عن سحرها واستخدامه في الطعون إلى التضامن الوطني (مثل «نحن جميعا في نفس الزورق») كثيرا ما سمعت في وسائل الإعلام.
ويعتقد المؤرخين المعاصرين اسم ربما يشير إلى صنهاجة والبربر الذين يعيشون على الجانب الشمالي من النهر. وهناك نظرية المنافسة هو أنه مستمد من مدينة من القرون الوسطى من قبل الجغرافي العربي البكري وصفها في 1068 كما تقع على مصب النهر. بعض الناس سيرير من الجنوب يعتقدون مشتق اسم النهر من مجمع سيني المدى سيرير (الإله الأعلى في سيرير الدين) ويا غال (معنى «الجسم من الماء»).

## العصور المبكرة وما قبل الاستعمارية
تشير الاكتشافات الأثرية في جميع أنحاء المنطقة إلى أن السنغال كانت مأهولة في عصور ما قبل التاريخ، وأنها سكنها باستمرار جماعات إثنية مختلفة. تم إنشاء بعض الممالك في القرن السابع: تكرور في القرن 9، نامانديرو (وو) وإمبراطورية جولوف خلال القرنين 13 و 14. كانت السنغال الشرقية جزءا من الإمبراطورية الغانية.
دخل الإسلام السنغال من خلال توكولور وسونينك الاتصال مع سلالة المرابطين في المغرب العربي، الذي بدوره نشره. واستخدم الموراڤيد، بمساعدة حلفاء توكولور، القوة العسكرية للتحويل. واجهت هذه الحركة مقاومة من الإثنيات من الديانات التقليدية، والمسلمين على وجه الخصوص.
في القرنين الثالث عشر والرابع عشر، كانت المنطقة تحت تأثير الإمبراطوريات في الشرق؛ وقد تأسست أيضا الإمبراطورية جولوف من السنغال خلال هذا الوقت. وفي منطقة سينيغامبيا، بين عامي 1300 و 1900، كان ما يقرب من ثلث السكان مستعبدين، وكان ذلك عادة نتيجة لأسرى أخذوا في الحروب.
في القرن 14 نمت الإمبراطورية جولوف قوية، بعد توحيد كايور وممالك باول، سين، سالوم، الوالو، فوتا تورو وبامبوك. كانت الإمبراطورية كونفدرالية طوعية من دول مختلفة بدلا من إمبراطورية مبنية على الغزو العسكري. تأسست الإمبراطورية من قبل ندياديان ندياي، جزء سيرر وجزء توكولور، الذي كان قادرا على تشكيل ائتلاف مع العديد من الأعراق، لكنه انهار حوالي 1549 مع هزيمة وقتل ليلي فولي فاك من قبل أماري نغون سوبيل فال (الاب).

## الحقبة الاستعمارية

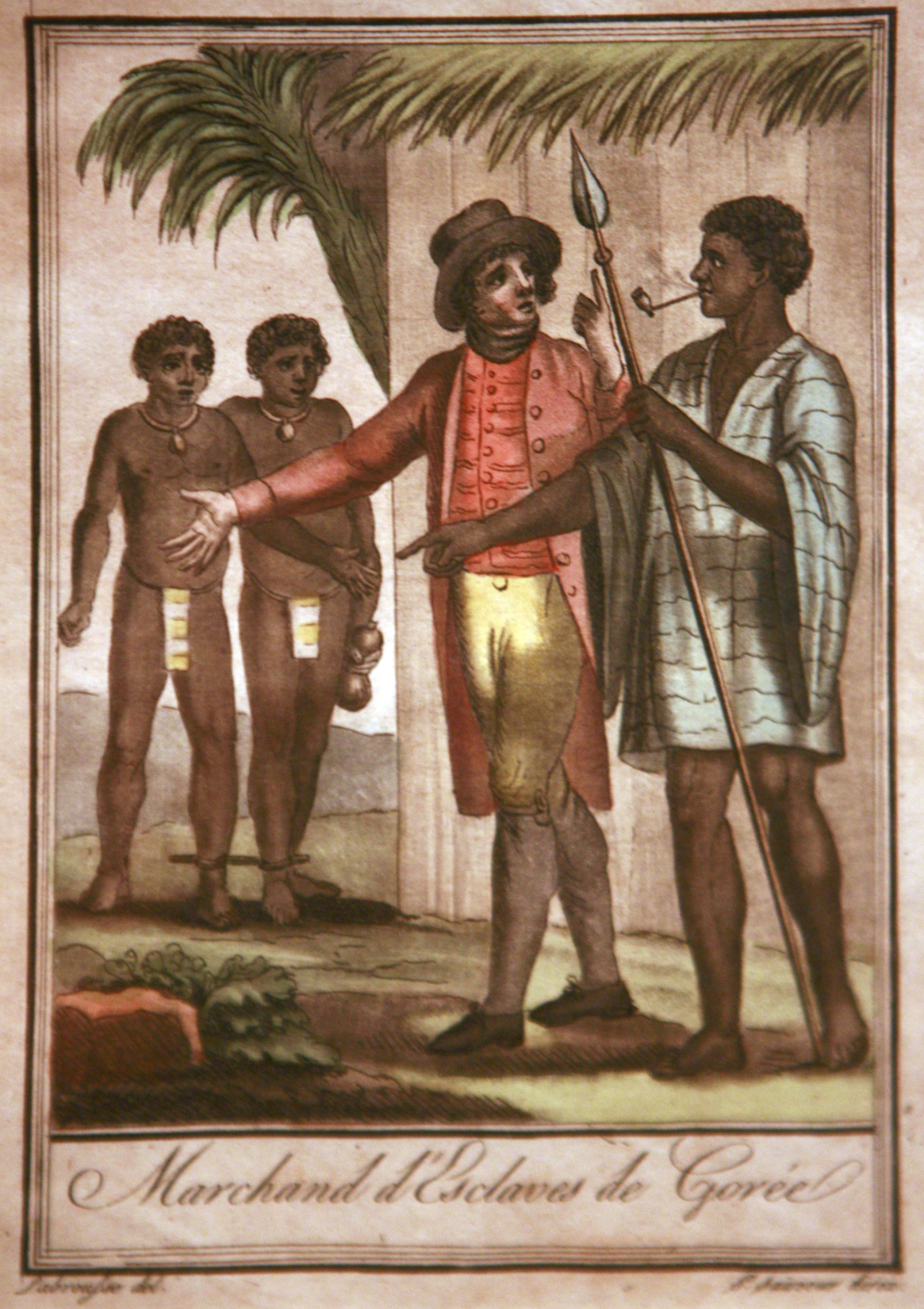
تجار الرقيق في غوري، القرن 18.

في منتصف القرن الخامس عشر، هبط البرتغاليون على ساحل السنغال، يليه تجار يمثلون بلدان أخرى، بما في ذلك الفرنسيون. تنافست مختلف القوى الأوروبية - البرتغال وهولندا وبريطانيا العظمى للتجارة في المنطقة من القرن 15 فصاعدا. في عام 1677، استحوذت فرنسا على السيطرة على ما أصبح نقطة انطلاق صغيرة في تجارة الرقيق الأطلسي - جزيرة جوريه بجوار داكار الحديثة، وتستخدم كقاعدة لشراء العبيد من الممالك المتحاربة في البر الرئيسي.
قدم المبشرون الأوروبيون المسيحية إلى السنغال وكازامانس في القرن التاسع عشر. في الخمسينيات من القرن التاسع عشر فقط بدأ الفرنسيون في التوسع في البر الرئيسي السنغالي بعد أن ألغوا الرق وبدأوا في الترويج لعقيدة ملغية، مضيفا مملكة محلية مثل الوالو، كايور، باول، وإمبراطورية جولوف. غزا المستعمرون الفرنسيون تدريجيا واستولوا على جميع الممالك باستثناء سين وسلوم تحت الحاكم لويس فيدهيرب. وقد قادت المقاومة السنغالية للتوسع الفرنسي وتقليص تجارتها الرقيق المربحة جزئيا من قبل لاتيور ديور ودامل كايور ومعاد سينيغ كومبا ندوفين فماك جوف، معادن سينيغ من سين، مما أدى إلى معركة لوغانديم.

## الاستقلال (1960)

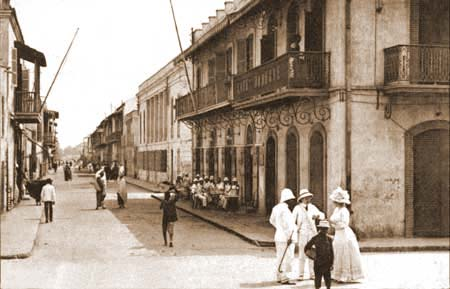
المستعمرة سانت لويس ج. 1900. الأوروبيون والأفارقة في شارع ليبون.

ليوبولد سنغور (سنجور) «الشاعر الرئيس» (1906-2001) كان أول رئيس للسنغال (1960-1980)
في يناير 1959 اتحد السنغال مع ما كان يسمى السودان الفرنسي تحت اسم اتحاد مالي. استقل اتحاد مالي من فرنسا في 20 يونيو 1960. لكن بعد مشاكل سياسية أصبحت دولتين في 20 أغسطس 1960: السنغال ومالي. أعلن اتحاد رسمي بين السنغال وغامبيا تحت اسم سنغامبيا في عام 1982. لكن لم يتم اتحاد عملي، فتفرقت الدولتان في عام 1989. هناك جبهة مسلحة في المنطقة الجنوبية كازامنس تريد استقلال المنطقة وقد حاربت الحكومة أحيانا منذ عام 1982.
انضمت السنغال للأمم المتحدة في 28 سبتمبر 1960.
وكان عبده ضيوف رئيسا بين عامي 1981 و 2000. وشجع على مشاركة سياسية أوسع، وخفض مشاركة الحكومة في الاقتصاد، وتوسيع نطاق العلاقات الدبلوماسية للسنغال، ولا سيما مع الدول النامية الأخرى. وقد امتدت السياسة الداخلية أحيانا إلى العنف في الشوارع والتوترات الحدودية وحركة انفصالية عنيفة في المنطقة الجنوبية من كازامانس. ومع ذلك، تعزز التزام السنغال بالديمقراطية وحقوق الإنسان. خدم عبده ضيوف أربع فترات كرئيس.
وفى انتخابات الرئاسة عام 1999، هزم زعيم المعارضة عبد الله واد ضيوف في انتخابات اعتبرها مراقبون دوليون حرة ونزيهة. شهدت السنغال انتقالها السلمي الثاني للسلطة، وأولها من حزب سياسي إلى آخر. وفي 30 ديسمبر 2004، أعلن الرئيس واد أنه سيوقع معاهدة سلام مع الجماعة الانفصالية في منطقة كازامانس. بيد أن هذا لم ينفذ بعد. وكانت هناك جولة من المحادثات في عام 2005، ولكن النتائج لم تسفر بعد عن قرار.

## أعلام تاريخية

علم السنغال ما بين 25 تشرين الثاني من سنة 1958 إلى 4 نيسان من سنة 1959.
علم السنغال ما بين 4 نيسان من سنة 1959 إلى 20 آب من سنة 1960.

## اُنظر أيضًا
- السنغال